# Andreas Huckele

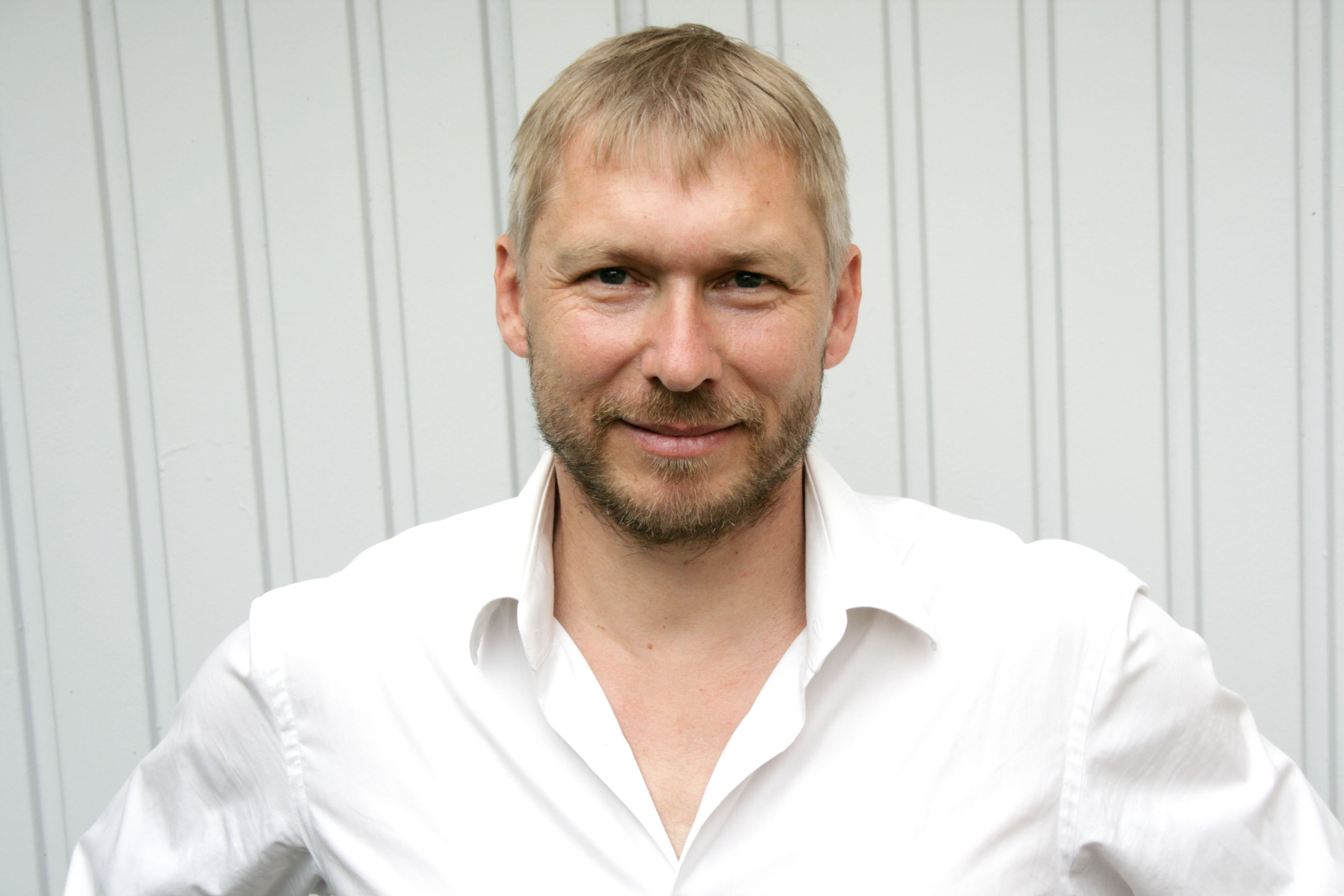
Andreas Huckele 2015

Andreas Huckele (* 1969) ist ein deutscher Autor, Dozent und Supervisor. Er wurde als Autor unter dem Pseudonym Jürgen Dehmers bekannt.

## Leben
Andreas Huckele lebt in Frankfurt am Main. Er besuchte die Odenwaldschule und legte dort 1988 das Abitur ab. Danach absolvierte er an der Johann Wolfgang Goethe-Universität in Frankfurt am Main ein Studium der Politologie und der Sportwissenschaften für das gymnasiale Lehramt. Nach einer 16-jährigen Lehrtätigkeit an Schule und Universität ist Huckele mittlerweile als Mediator, Familientherapeut, systemischer Supervisor, Paarberater und Somatic Experiencing Practitioner in eigener Praxis tätig.

## Missbrauchskandal an der Odenwaldschule
Am 10. Juni 1998 informierten Huckele und sein ehemaliger Mitschüler Thorsten Wiest den Schulleiter der Odenwaldschule, Wolfgang Harder, und 26 weitere Mitarbeiter über die sexualisierte Gewalt, die von dem ehemaligen Schulleiter Gerold Becker in dessen Amtszeit (1972–85) an Schülern der Odenwaldschule begangen wurde.
Die Frankfurter Rundschau war als einzige Redaktion bereit, die Vorfälle publik zu machen. Am 17. November 1999 erreichten sie die mediale Öffentlichkeit. Odenwaldschule in Misskredit titelte die Frankfurter Rundschau auf Seite 1. Der Lack ist ab nannte der Journalist Jörg Schindler seinen Artikel auf Seite 3 der Ausgabe der überregionalen Tageszeitung. Zum damaligen Verhalten anderer Redaktionen äußert Huckele: „Es ist, als sei eine Generation von Journalisten abgetreten, die das Thema entweder bewusst verhindert oder einfach nicht erkannt hat. ‚Die Zeit ist reif‘ ist wohl die beste Antwort. Das Thema ist besprechbar geworden.“ Huckele wurde von der Tageszeitung mit dem Pseudonym Jürgen Dehmers geschützt.
Alle angestrengten strafrechtlichen Verfahren gegen die verantwortlichen Akteure der Schule wurden eingestellt. Andreas Huckele hält die Zahlung einer Entschädigung in Höhe von 100.000 € pro Person von Seiten der Odenwaldschule für angemessen. Finanzielle Entschädigungen der Odenwaldschule an die Betroffenen in dieser Höhe lehnte die Schule ab. Die hauptsächlich beklagten Mitarbeiter der Odenwaldschule, der ehemalige Musiklehrer Wolfgang Held († 2006), Jürgen Kahle († 2012) und der damalige Schulleiter Gerold Becker († 2010), verstarben ohne Verurteilung.

## „Wie laut soll ich denn noch schreien?“
In seinem im Jahre 2011 unter diesem Pseudonym veröffentlichten autobiographischen Buch „Wie laut soll ich denn noch schreien?“ beschreibt Huckele die Mechanismen der sexualisierten Gewalt an der Odenwaldschule: Eine Kultur der Regellosigkeit und Entgrenzung habe die unbeschränkte Machtausübung der Erwachsenen gegenüber den Schülerinnen und Schülern in allen Lebensbereichen ermöglicht.
Huckeles Buch wurde am 26. November 2012 mit dem Geschwister-Scholl-Preis ausgezeichnet. Die Jury sieht in dem Werk ein seltenes Beispiel von Mut und würdigt dessen Leistung als Hinweis auf das Versagen von Zivilgesellschaft und Rechtsstaat, von Bürgern, Pädagogen, bis hin zu Presse und Justiz, die darin scheitern, die Unversehrtheit von Kindern und Jugendlichen sicherzustellen, wie es die UN-Charta für die Rechte der Kinder verlangt.
Im Vorfeld zur Verleihung des Geschwister-Scholl-Preises publizierten jeweils Der Spiegel und Die Zeit Autorenportraits über Huckele alias Dehmers. Damit legte Huckele als mittlerweile bekanntester Unbekannter sein Pseudonym offiziell im Vorfeld der anstehenden Preisverleihung ab. In seiner Dankesrede forderte er die Schaffung von gesellschaftlichen Rahmenbedingungen, die ein zur Sprache kommen und Aufdecken von Kindesmissbrauch ermöglichen sollen: Er beklagt eine Haltung von Zynismus, Verleugnung und Dummheit, die die Ehre der Täter schütze und zugleich eine Reviktimisierung der Opfer bedeute. Es reiche nicht aus, die Betroffenen unter solchen Bedingungen zum Sprechen aufzufordern, womit den Opfern die Verantwortung aufgebürdet würde, oder eine „Kultur des Hinschauens“ einzufordern, die ohne solide Kriterien auszukommen meint. Huckele fordert die Aufhebung der Verjährungsfrist für sexualisierte Gewalt gegen Kinder und die endgültige Schließung der Odenwaldschule. Die Odenwaldschule wurde 2015 geschlossen.

## Unterlassungsklage gegen den Film „Die Auserwählten“ (2014)
Gegen den 2014 von der ARD ausgestrahlten Fernsehfilm „Die Auserwählten“ von Christoph Röhl, der den systematischen Kindesmissbrauch an der Odenwaldschule unter Gerold Becker thematisiert, reichte Huckele 2014 eine Unterlassungsklage ein, da er sich in der Filmfigur des Schülers „Frank Hoffmann“ wiedererkannte und seine Persönlichkeitsrechte, d. h. das Recht am eigenen Bild, missachtet sah. Nachdem er in erster Instanz am Landgericht Hamburg zunächst erfolgreich eine einstweilige Verfügung gegen den Film erwirkt hatte, wies der Bundesgerichtshof 2021 letztinstanzlich die Klage gegen die weitere Verbreitung von Szenen des Films ab und wertete die Kunst- und Filmfreiheit in dem konkreten Fall höher.

## „Macht, Sexualität, Gewalt“
Huckele nutzt seine persönliche Erfahrung, um zu allgemeinen Schlussfolgerungen im Hinblick auf strukturelle Entstehungsbedingungen von sexualisierter Gewalt in Institutionen und deren Prävention zu gelangen. Eingebettet in eine „Kultur der Dissoziation“ findet er vier typische Irrtümer im Bewusstsein der Verantwortlichen und Vertreter der jeweiligen Institution:
1. Es passiert nicht hier; das Böse ist immer anderswo.
2. Es passiert nicht jetzt; Vorfälle sexualisierter Gewalt der Vergangenheit werden aufgearbeitet, für die Zukunft wird Prävention betrieben, die sexualisierte Gewalt, die JETZT passiert, bleibt unbeachtet.
3. Es handelt sich um einen Einzelfall, Einzeltäter, die Tatsache, dass Täter und Täterinnen in Netzwerken agieren, bleibt unbeachtet.
4. Es ist nicht so schlimm (Bagatellisierung) oder Ja, aber-Argumentation; der Missbrauch soll durch positive Leistungen des Institutes aufgewogen werden (Relativierung), die unsichtbaren Verletzungen der Seele bleiben in unserer Kultur weitgehend unbeachtet.

Huckele fordert stattdessen eine Anerkennung der statistisch beglaubigten Tatsache, dass Missbrauch in allen Erscheinungsformen und Abstufungen allgegenwärtig ist. Er sieht die Institutionen in der Pflicht durch entsprechende Ausbildung ihres Personals dieser Tatsache gerecht zu werden und eine effektive Prävention zu gewährleisten.

## Auszeichnungen
- Geschwister-Scholl-Preis, 2012

## Publikationen
Artikel
- Jürgen Dehmers: Er verhöhnt sich nur noch selbst. In: Frankfurter Allgemeine Sonntagszeitung. 17. Juli 2010; abgerufen am 31. März 2014
- Jürgen Dehmers: Die Täter reiben sich die Hände. In: Frankfurter Rundschau. 4. März 2011; abgerufen am 31. März 2014
- Andreas Huckele: Kinder gehen uns alle an. In: Süddeutsche Zeitung. 21. August 2013; abgerufen am 31. März 2014
- Andreas Huckele: Über das Schweigen. In: Weisses Kreuz. Zeitschrift für Lebensfragen, Liebe ist nicht käuflich – Sexualität und Menschenwürde, Nr. 1/2014
- Andreas Huckele: Scheinbare Geschwister – Gewaltprävention und Sexualpädagogik. In: Thema Jugend – Zeitschrift für Jugendschutz und Erziehung. In: Fremdsprache Sexualität. Nr. 1, 2014.
- Andreas Huckele: Die grenzenlose Gesellschaft – Der Laborversuch Odenwaldschule. In: Interdisziplinäre Fachzeitschrift für Prävention und Intervention – Kindesmisshandlung und -vernachlässigung. Deutsche Gesellschaft für Prävention und Intervention bei Kindesmisshandlung und -vernachlässigung e. V., Nr. 1, 2014, ISSN 1436-9850. (Online verfügbar auf Andreas Huckeles Facebook-Seite)
- Andreas Huckele: Unsere Leben als Rohstoff. In: Stern. Nr. 40, 2014.
- Andreas Huckele: Von Opfern, Tätern und Rettern. In: Thema Jugend – Zeitschrift für Jugendschutz und Erziehung. Folgenschwer – Gewalt und ihre Folgen, Opferschutz, Prävention von Gewalterfahrung, Nr. 2, 2015.
- Andreas Huckele: Ein Kätzchen, kein Tiger. Kommentar zur Arbeit der Unabhängigen Kommission zur Aufarbeitung sexuellen Kindesmissbrauchs. In: der Freitag. 30. Januar 2017 (abgerufen am 7. Februar 2017)
- Andreas Huckele: Das Versagen der Pädagogen. In: Der Freitag. 30. März 2017.

Bücher
- Jürgen Dehmers: Wie laut soll ich denn noch schreien? Die Odenwaldschule und der sexuelle Missbrauch. Rowohlt Verlag, Reinbek 2011, ISBN 978-3-498-01332-5.
- Andreas Huckele: Macht, Sexualität, Gewalt – Gesellschaftliche, politische und pädagogische Konsequenzen aus den Missbrauchsskandalen. Rowohlt Verlag, Reinbek 2013, ISBN 978-3-644-50781-4 (E-Book).
- Andreas Huckele: Macht, Sexualität und Gewalt in pädagogischen Kontexten. In: Damian Miller, Jürgen Oelkers (Hrsg.): Reformpädagogik nach der Odenwaldschule – Wie weiter? Beltz Juventa Verlag, Weinheim/Basel 2014, ISBN 978-3-7799-2929-1.
- Andreas Huckele: Sexualisierte Gewalt als Kulturphänomen – Von der Tragödie zum Drama. In: Heike Knoch, Winfried Kurth, Heinrich J. Reiß (Hrsg.): Gewalt und Trauma – Direkte und transgenerationale Folgen. (= Jahrbuch für psychohistorische Forschung. Band 19). Mattes Verlag, Heidelberg 2018, ISBN 978-3-86809-144-1.

## Film
- „Wie laut soll ich denn noch schreien?“ Dokumentation. Nach dem gleichnamigen Buch von Andreas Huckele. Regie: Nils Bökamp; Produzenten: Felix Kriegsheim und Daniel Minkov. Eine Produktion von Thursday im Auftrag von RTL 2021, 80 min.